# Corneel Leegenhoek
Corneel Leegenhoek (Brugge, 6 maart 1903 - 26 juli 1971) was een Belgisch kunstschilder behorende tot de Brugse School en een restaurateur van schilderijen.

## Levensloop
Leegenhoek was een zoon van Corneel Leegenhoek senior (1880-1940). Hijzelf trouwde met Marie-Henriette Mus, dochter van de beeldhouwer Leon Mus. Het echtpaar bleef kinderloos.
Hij studeerde aan de Kunstacademie van Brugge bij Flori Van Acker, en werd er primus, en vervolgens aan de Koninklijke Academie voor schone Kunsten in Brussel.
Hij schilderde portretten en religieuze onderwerpen. Vooral werd hij hersteller van schilderijen. Zijn grootvader was dit al en zijn vader, Corneille Leegenhoek senior werd een bekend restaurateur, die zijn atelier had aan de voet van de Leeuwebrug in Brugge.
Hij vestigde zich eerst bij zijn schoonouders in de Noordzandstraat en vervolgens in de Beenhouwersstraat nr. 60, het vroegere atelier van Gustaaf Pickery. Hij kreeg internationale reputatie en restaureerde honderden schilderijen.
Hij werd briefwisselend lid van de Koninklijke Commissie voor Monumenten en Landschappen. Deze commissie gaf hem opdrachten, zoals bvb. het herstellen van fresco's in het Begijnhof van Sint-Truiden en van schilderijen in Oplinter.